# Saint-Maurice-le-Vieil
Saint-Maurice-le-Vieil é uma comuna francesa na região administrativa de Borgonha-Franco-Condado, no departamento de Yonne. Estende-se por uma área de 4,91 km². Em 2010 a comuna tinha 376 habitantes (densidade: 76,6 hab./km²).